# Château de Laupen
Le château de Laupen (allemand : Schloss Laupen) est un château situé à Laupen dans le canton de Berne en Suisse. Il est listé comme bien culturel d'importance nationale.

## Situation
Le château de Laupen est situé sur un éperon molassique dominant la Singine, à proximité de la confluence avec la Sarine.

## Histoire

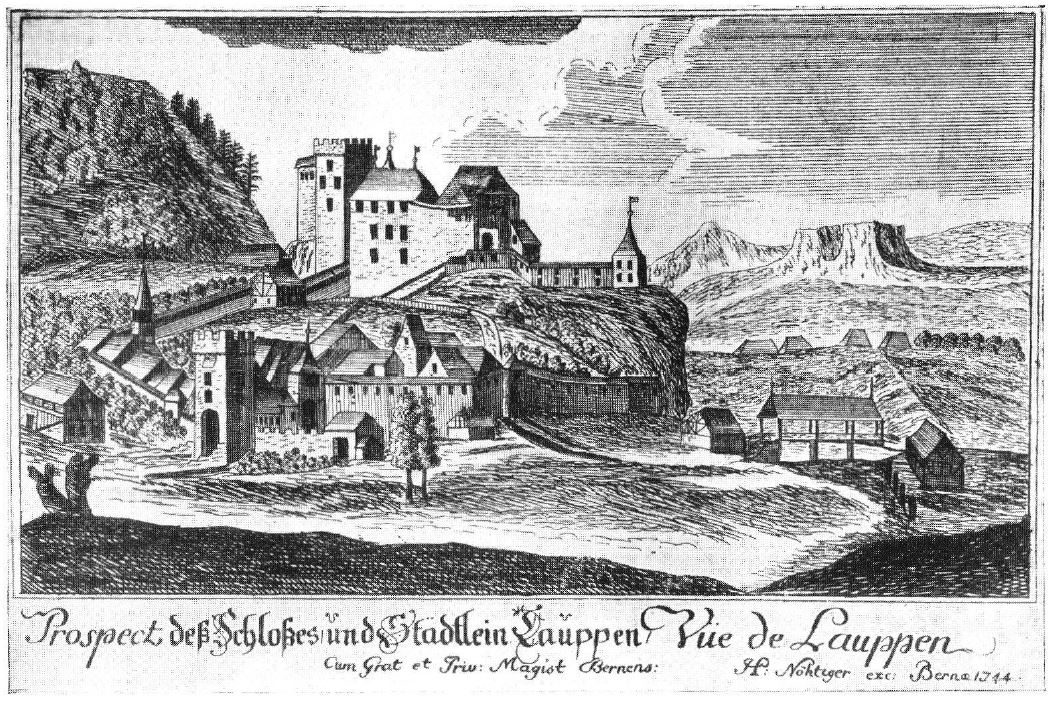
Château de Laupen, gravure de Johann Ludwig Nöthiger (1744).

Le site fortifié de Laupen, composé d'un logis, un donjon, un mur d'enceinte et un mur bouclier, est construit entre les Xe et XIIIe siècles. Il une des résidences des Rodolphiens à l'époque du second royaume de Bourgogne puis un siège comtal sous les Zähringen.
Les comtes de Kybourg acquièrent le château après l'extinction des Zähringen en 1253. Les Kybourg s'éteignent également en 1263 et le château a et la seigneurie sont ensuite disputés entre les Habsbourg, héritiers des Kybourg, et les Savoie. Les Habsbourg victorieux confient l'administration du site à des châtelains en 1269 puis à un bailli impérial dès 1300. Le château et la seigneurie sont mis en gage par l'empereur Henri VII en 1310 et reviennent à Berne en 1324. L'Empire ne reprend pas son gage et le bailliage de Laupen devient le premier bailliage bernois.
Le château devient ensuite siège de l'administration bernoise. Une rampe d'escaliers est ajoutée entre 1580 et 1599 et la résidence du bailli entre 1648 et 1650. Le bailli de Laupen réside au château jusqu'en 1798. Une rénovation complète ainsi qu'une consolidation de la roche ont lieu entre 1983 et 1988. N'en ayant plus besoin, le canton de Berne remet le château en 2012 à une nouvelle fondation chargée de l'exploiter et l'entretenir. Il est listé comme bien culturel d'importance nationale.